# Martin Graff
Pour les articles homonymes, voir Graff.
 (avril 2013).
Si vous disposez d'ouvrages ou d'articles de référence ou si vous connaissez des sites web de qualité traitant du thème abordé ici, merci de compléter l'article en donnant les références utiles à sa vérifiabilité et en les liant à la section « Notes et références ».
Martin Graff, né le 22 juin 1944 à Munster (Haut-Rhin) et mort le 4 août 2021 à Soultzeren, est un ancien pasteur, écrivain, réalisateur et cabaretiste français de culture alsacienne.

## Biographie
Après avoir fait des études de théologie protestante et travaillé pendant trois ans comme pasteur à Strasbourg et Sarreguemines, Martin Graff a commencé une carrière de journaliste et d'essayiste essentiellement dans les médias allemands. Il écrit et publie dans les deux langues, pour la radio, la télévision, le théâtre ou le cabaret.
Ses chroniques franco-allemandes, dans lesquelles il alterne les langues dans la phrase sont publiées depuis de nombreuses années dans les journaux allemands tels que Die Rheinpfalz et Badische Zeitung.
Son article « Je t'aime moi non plus », écrit pour le journal Die Zeit, en janvier 2003, à l'occasion du 40e anniversaire du Traité de l'Élysée, a été proposé en France au programme du baccalauréat, option allemand, en 2004.
Il est toujours au programme dans les lycées français, aux éditions Nathan Projekt Deutsch, 2005, et aux programmes de l'agrégation.
Martin Graff meurt le 4 août 2021 à Soultzeren, à l’âge de 77 ans,.

## Télévision
Martin Graff est l'auteur de plus de deux cents films - magazines, téléfilms, documentaires - consacrés  aux relations interculturelles entre la France et l'Allemagne, mais également aux  pays de la grande Europe. Par exemple la série Le réveil du Danube, ZDF, diffusée également sur Arte.
Il est l'auteur d'émissions culte à la ZDF comme Deutschland im August ou Strassenbekanntschaften, série télévisée où il embarque à bord de sa voiture les autostoppeurs ou Die Welt in einer Schneeflocke, une traversée en solo des Alpes où il s'entretient avec les passagers des télésièges sur la signification de l'existence. Pour France télévisions - France 3 Alsace - il a réalisé plusieurs séries en solo dont Bons baisers du Hohneck, Alsace vagabonde ou Vagabondages d'hiver. Il travaille également régulièrement pour les radios publiques allemandes. Dans les années 1970, il s'est entretenu avec Claude Lévi-Strauss, Roland Barthes, Alain Robbe-Grillet, Michel Tournier, Martin Walser, Dieter Wellershoff, Hans Küng ...
Dès 1975, il s'est distingué avec le film Printemps sur le Rhin/Frühling am Rhein, une descente du fleuve avec de jeunes Français et Allemands, commenté avec Michel Meyer, diffusé le même jour, le 8 mai, sur Antenne 2 et la ZDF, selon le modèle d'Arte, qui a vu le jour 17 années plus tard.

## Théâtre
Cinéma-Théâtre avec Roger Siffer au Maillon, Strasbourg. Le kougelhopf d'or, « La » voyage, Dieu est alsacienne.
One man show au théâtre de La Choucrouterie, Strasbourg :Les Alsakons, Mange ta choucroute et tais-toi, Casino Fritz et Double « Je », une pièce où Martin Graff francophone (sur scène) s'entretient avec Martin Graff germanophone (à l'écran).
Cabaret-Frontière avec Klaus Spürkel à Riegel, Allemagne, dont Sause in Versailles – La Grande bouffe. En français et en allemand, qui est joué régulièrement depuis 2003 en France et en Allemagne. Les deux comédiens organisent les rencontres franco-allemandes en tant que chefs du protocole et passent en revue les clichés qui pourrissent la vie des peuples.

## Publications
- Vertiges, 1984
- L'Allemagne au mois d'août, 1985
- Der Joker und der Schmetterling, 1987
- Mange ta choucroute et tais-toi, 1988
- Le pape est fou, 1989
- Zéro partout : pamphlet franco-allemand, 1993
- Contes de Noël à rêver debout, 1994
- Nous sommes tous des Alsakons, mais ne le répétez à personne, Strasbourg, éd. La Nuée bleue, 1995  (ISBN 978-2716503600)
- Von Liebe keine Spur. Das Elsass und die Deutschen, 1996
- Le réveil du Danube : géopolitique vagabonde de l'Europe, 1998
- Voyage au jardin des frontières, 2000
- Invitation à quitter la France, 2001
- Roberto et Fabiola, 2002
- Champagner für alle, 2004
- Le Vagabond des frontières, 2010
- Grenzvagabund, 2010
- Leben wie Gott im Elsass. Deutsche Fantasien, Klöpfer & Meyer, Tübingen, 2012  (ISBN 978-3-86351-041-1)
- Weihnachten. Geschichten, Rombach, Freiburg  (ISBN 978-3-7930-5120-6)
- Der lutherische Urknall. die Franzosen und die Deutschen, Morstadt, Kehl am Rhein  (ISBN 978-3-86351-111-1)
- Comme l'Allemagne ? : le big bang luthérien, Morstadt, Kehl am Rhein  (ISBN 978-3-88571-378-4)

## Prix et distinctions
- Martin Graff a été plusieurs fois lauréat du prix franco-allemand du journalisme.
- Lauréat du Deutscher Wirtschaftsfilmpreis.
- Brezel d'or télévision.
- Premier prix de littérature de Marlenheim.